# Psilacron mechanica
Psilacron mechanica är en fjärilsart som beskrevs av Paul Dognin 1892. Psilacron mechanica ingår i släktet Psilacron och familjen tandspinnare. Inga underarter finns listade.